# ألفريدو هرنانديز
ألفريدو هرنانديز (بالإسبانية: Alfredo Hernández)‏ (18 يونيو 1935 بمدينة مكسيكو في المكسيك - ) هو لاعب كرة قدم مكسيكي في مركز الهجوم، شارك في كأس العالم 1962 وكأس العالم 1958. وشارك مع منتخب المكسيك لكرة القدم. أما مع النوادي، فقد لعب مع كلوب ليون ونادي مونتيري.

## وصلات خارجية
- ألفريدو هرنانديز على موقع الاتحاد الدولي (مؤرشف)  (الإنجليزية)
- ألفريدو هرنانديز على موقع قاعدة بيانات كرة القدم.إي يو (الإنجليزية)
- ألفريدو هرنانديز على موقع ناشيونال فوتبول تيمز (الإنجليزية)
- ألفريدو هرنانديز على موقع Soccerway.com (الإنجليزية)
- ألفريدو هرنانديز على موقع عالم كرة القدم.نت (الإنجليزية)